# Zavrtače
Zavrtače – wieś w Słowenii, w gminie Ivančna Gorica. W 2018 roku liczyła 18 mieszkańców.